# بيث نولان
بيث نولان (بالإنجليزية: Beth Nolan)‏ هي محامية أمريكية، ولدت في 21 أغسطس 1951 في نيويورك في الولايات المتحدة.

## وصلات خارجية
- بيث نولان على موقع إن إن دي بي (الإنجليزية)